# Georg Albrecht von Brandenburg

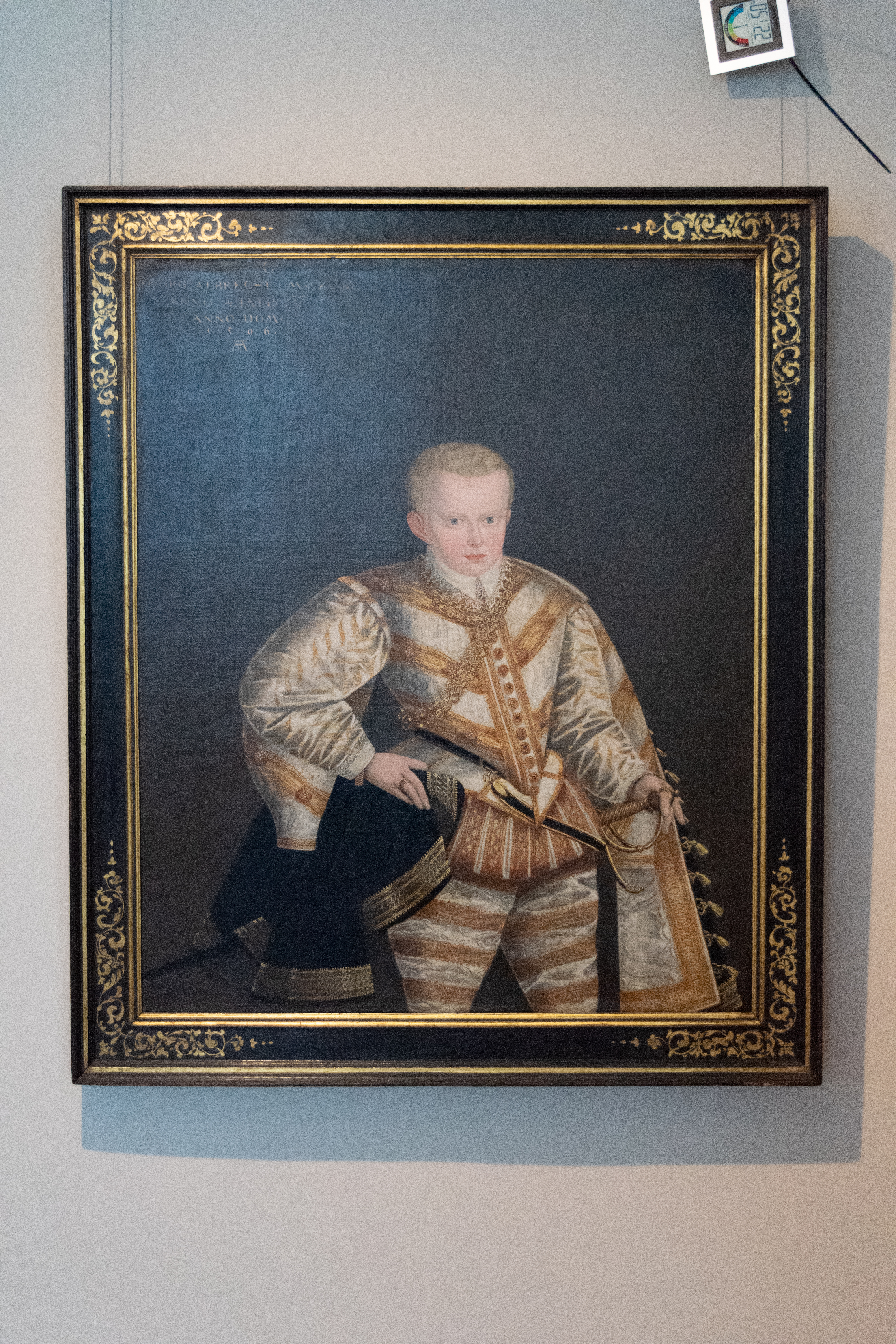
Georg Albrecht (Alter 5 Jahre)
Gemälde Andreas Riehl d. J. 1596

Georg Albrecht von Brandenburg (* 20. November 1591 in Berlin; † 29. November 1615 in Sonnenburg) war als Georg Albrecht II. Markgraf von Brandenburg.

## Leben
Georg Albrecht, aus dem Hause Hohenzollern, war ein Sohn des brandenburgischen Kurfürsten Johann Georg (1525–1598) aus dessen dritter Ehe mit Elisabeth (1563–1607), Tochter des Fürsten Joachim Ernst von Anhalt.
Er folgte seinem Neffen Ernst 1614 als Herrenmeister des Johanniterordens in der Ballei Brandenburg mit Sitz in Sonnenburg. Er wurde nach einem Vergleich mit Kurbrandenburg durch Herzog Philipp Julius von Pommern belehnt und bestätigte 1615 die Rechte der Ordensstadt Zielenzig.
Georg Albrecht starb 24-jährig an den Pocken und wurde in der Pfarrkirche von Küstrin bestattet. Sein Wahlspruch lautete „Mein Thun und Leben ist Gott ergeben.“